# Grote barmsijs
De grote barmsijs (Acanthis flammea flammea; synoniem: Carduelis flammea) is een zangvogel uit de familie van de vinkachtigen (Fringillidae). De soort is een ondersoort van de barmsijs. Volgens nieuw moleculair genetisch onderzoek is er voor mainstream vogelkundigen maar één soort met vijf ondersoorten.

## Kenmerken
Deze kleine, grijsbruine vogel heeft op de bovenzijde donkere lengtestrepen. De barmsijs is 11,5 tot 14 cm lang. De vleugelstreep is duidelijk wit (bij kleine barmsijs minder contrastrijk licht bruingeel). Verder is de vogel ook contrastrijker, de buik en borst zijn lichter en hij heeft een lichte stuit met meestal kleine zwarte streepjes.

## Leefwijze
Het voedsel bestaat uit zaden en insecten.
- Een barmsijs op zoek naar voedsel in de bossen van Texel

## Voortplanting
Het nest is samengesteld uit takjes, halmen, korstmos en mos, met haar bekleed. Het vrouwtje legt 3 tot 6 blauwachtige eitjes met roodbruine vlekjes, die ze uitbroedt in 13 dagen, na 15 tot 18 dagen vliegen de jongen uit, en na 3 weken zijn ze zelfstandig. Grote barmsijzen komen alleen in de wintermaanden in Nederland en België voor.

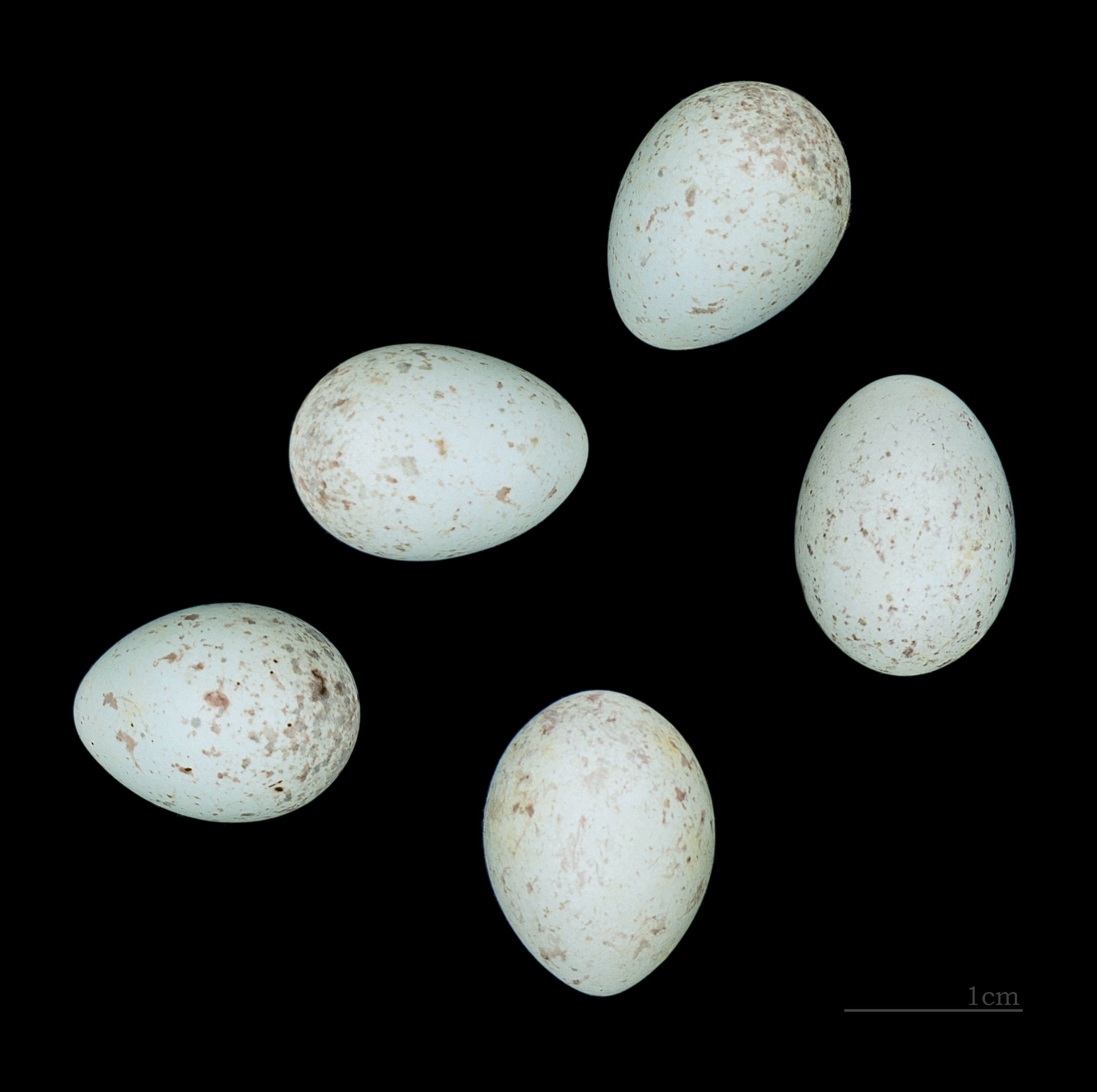
Eieren

## Verspreiding en leefgebied
De grote barmsijs (A. f. flammea) plant zich voort in gebieden rond de Noordpool: noordelijk Europa, Siberië, Alaska en Canada. Het is een trekvogel die 's winters naar het zuiden trekt en wordt waargenomen in West- en Midden-Europa tot soms in Zuid-Europa. Verder ook naar midden- en oostelijk Azië tot in Japan en naar het noorden van de Verenigde Staten. Dit voorkomen in de winter kan een invasie-achtig karakter hebben.

## Mutaties
De grote barmsijs wordt in gevangenschap gehouden en heeft een plaats in de avicultuur. Er bestaan diverse vachtkleurvarianten waaronder: bruin, agaat, isabel, pastel enkelfactorig en dubbelfactorig (dubbele pastelfactor), kobalt (tegenwoordig beter bekend als donkerfactor) en combinaties van mutaties en phaeo.